# Viktors Stulpins
Viktors Stulpins (ur. 26 września 1971 w Rydze) – łotewski duchowny rzymskokatolicki, biskup diecezjalny Lipawy od 2013.

## Życiorys
Urodził się w 1971 roku w Rydze, gdzie ukończył kolejno szkołę podstawową oraz technikum budowlane. Po jego ukończeniu wstąpił do miejscowego seminarium duchownego. Święcenia kapłańskie otrzymał 1 czerwca 1995 roku i został inkardynowany do archidiecezji ryskiej. Pracował następnie jako wikary w Gulbene i Aluksne, a od 1996 roku jako proboszcz w Aizkraukle. Od 2010 roku był ekonomem w ryskim metropolitarnym wyższym seminarium duchownym.
20 lipca 2013 roku papież Franciszek mianował go biskupem Lipawy. Sakry biskupiej udzielił mu 7 września 2013 roku dotychczasowy administrator apostolski diecezji lipawskiej – biskup Edvards Pavlovskis.